# ニューロンドン海軍潜水艦基地
ニューロンドン海軍潜水艦基地 (Naval Submarine Base New London) はアメリカ海軍で最初に設置された東海岸の潜水艦基地であり、「潜水艦隊の故郷」として知られている。コネチカット州グロトンに所在する。

## 歴史
1868年に、コネチカット州が海軍にテムズ川沿いの112エーカー（0.5平方キロメートル）の土地を基地建設用地として提供したことに始まる。連邦政府の財政難のため、2つのレンガ造りの建物とT字型の桟橋が建設されて海軍工廠の設置が正式に宣言されたのは1872年のことであった。1898年には、議会から海軍の小型艦艇用の給炭所を設置する承認を得た。最初は不要船が係留されるだけであり、議会からの予算も海軍における必要性も小さかったことから実際には1898年から1900年まで閉鎖され、人員も配置転換されていた。その後、大西洋艦隊の小型艦艇向けの給炭所として機能していたが、1912年に燃料が石炭から石油に切り替わると、再び閉鎖が予定されるようになった。
しかし、この地域への連邦政府の支出が失われることを懸念したノーウィッチ選出の州議会議員エドウィン・W・ヒギンズによる熱烈な嘆願によって閉鎖を免れた。1915年10月13日にはモニター艦オザークと1隻の潜水母艦、そして4隻の潜水艦がグロトンに入港した。欧州と大西洋での戦闘が本格化してきたことから、翌年には潜水艦と補助艦艇が追加され、施設は海軍初の潜水艦基地と呼ばれるようになった。 最初の司令官にはティモシー・A・ハント退役准将が現役復帰して着任した。ハント准将はニューヘイブンに住み、必要に応じて基地に出勤していたが、その際はニューロンドンのステート・ストリートにあるセントラルホテルを利用していた。実際にはグロトンにあるにも関わらず、主なオフィスや建屋がニューロンドンにあったためにニューロンドンの名が冠せられるようになった。
1912年2月14日には、アメリカ海軍初のディーゼル潜水艦 USS E-1 (SS-24) がグロトンでチェスター・ニミッツ大尉（当時）の指揮のもと就役している。
1916年6月21日、新たに潜水艦基地司令・潜水艦隊司令・潜水艦学校校長としてイェーツ・スターリング・ジュニアが着任し、潜水艦基地として恒久化された。
第一次世界大戦の後半には、議会は基地の敷地や設備を拡張するために100万ドル以上の予算を承認し、基地の機能が増強された。終戦までに81の建物が建設され、1400人の兵士と20隻の潜水艦を擁するまでになっていた。終戦により1920年代には基地の拡張は鈍化したが、大恐慌により1930年代には基地内の工場が拡張されることになった。フランクリン・ルーズベルト大統領が実行した連邦政府雇用創出プログラムにより、質のよい倉庫や兵舎、工場が26以上新築されたのである。 第二次世界大戦の勃発により基地はさらに拡張され、敷地面積は112エーカーから497エーカーにまで広がった。潜水艦隊の規模は飛躍的に大きくなり、基地は数千人の兵士を収容できるようになった。しかし、第二次世界大戦の終戦により潜水艦隊は大幅に縮小され、多くの殊勲艦もお蔵入りとなった。第二次世界大戦時の潜水艦隊の大半は、1960年代初めにはスクラップとして売却された。

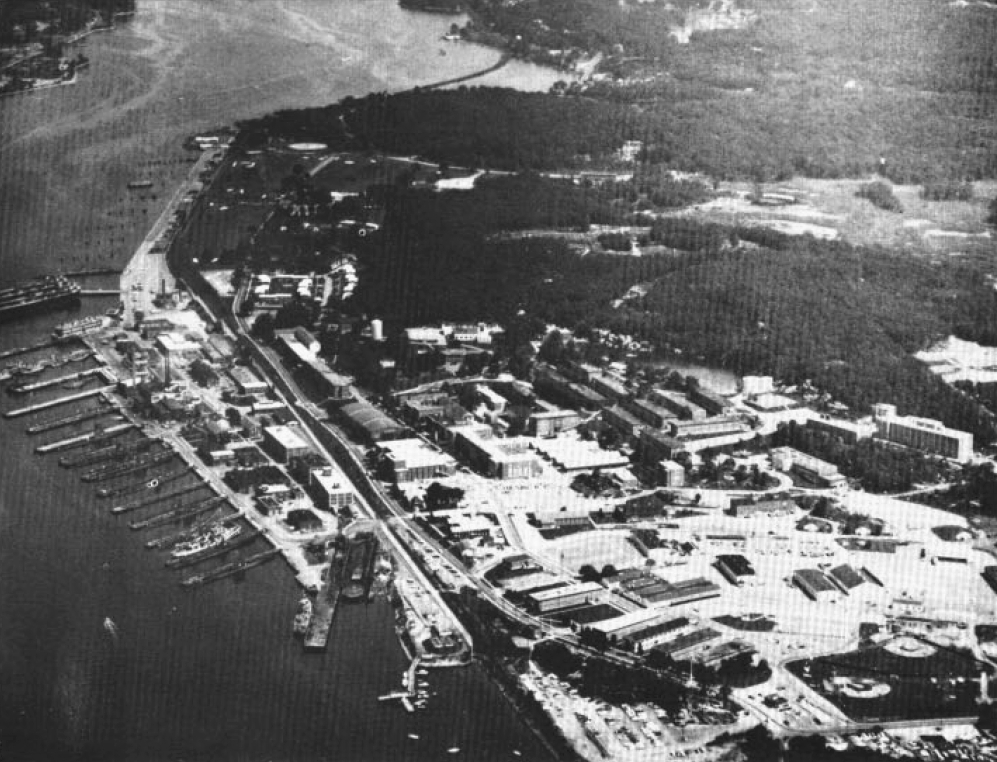
基地の空撮（1968年 撮影）

1930年から1994年間での間、基地で最も象徴的な建物は高さ30メートル（100フィート）の脱出訓練用タンクであった。潜水艦乗組員達は、ここで深度24メートル（80フィート）からの浮力上昇や、マンセン・ラングやスタンキー・フードの使用法について訓練を受けた。2007年には脱出訓練用タンクは2タイプのエスケープ・トランクを備え最大12メートル（40フィート）からの脱出を模擬できる潜水艦脱出訓練装置で置き換えられた。また、スタンキー・フードは2000年代のうちに潜水艦脱出スーツで置き換えられた。
1954年1月21日には、世界初の原子力潜水艦、USS ノーチラス (SSN-571)がグロトンで進水した。ノーチラスは1958年の北極圏横断航海において、世界で初めて北極点を通過した艦船となった。ノーチラスは1980年に退役したが、1982年にはグロトンにてアメリカ合衆国国定歴史建造物に指定された。ノーチラスは正門の南側に係留され、潜水艦隊博物館の一部となっている。3万3000点の品々、2万点の重要文書、3万点の写真が所蔵されており火曜日を除いて常に公開されている。
1978年10月、基地に停泊中に原子力潜水艦トレパンの乗っ取り未遂事件が発生、生命保険会社員らの男性3名が連邦捜査局に逮捕される。政治的な背景はなく、金もうけを目的とした犯行として処理された。
現在は15隻の攻撃型原潜の母港となっており、重要な潜水艦造船所であるジェネラル・ダイナミクス・エレクトリック・ボートとも隣接している。グロトンに駐留する全ての士官と原子力訓練を受けた電子技術者 (ET)、電気技師 (EM)、機械技師 (MM) を除くおよび乗組員は、訓練を受けるか、攻撃原潜に乗艦するか、新造艦の就役準備作業に従事している。潜水艦学校に所属する乗組員候補生は、最初に潜水艦乗員基礎課程 (BESS) で海中生活の厳しさを8週間のプログラムで学習する。BESSでは漏水部や破裂した配管の修理、艦内消火、操艦技術などの訓練を受ける。BESSの後、候補生は階級により BMS、AUXPAC、ATT、TCNO、Aの各教程に分かれて専門課程を学ぶ。ニューロンドン基地のA教程はSECF、SCERF、AUXPAC、TM "A"からなっている。
- SECF：潜水艦ソナー員 (Sonar Technician Submarines, STS)、電子航法員 (Navigation Electronics Technician, ET NAV)、火器管制員 (Firecontrol Technicians, FT) の混成課程
- SCERF： 電子通信技師 (Communication Electronic Technicians, ET Comms) の養成課程
- AUXPAC： 機械科員（Auxiliary Machine Mates または A-Gangers、MM-A）課程
- TM "A"：水雷員 (Torpedo's Mates, TM/MMW) 課程

基地の主要部は687エーカー（3平方キロメートル)以上におよび、さらに駐留する兵士とその家族の住居として530エーカー (2平方キロメートル) 以上を確保している。基地は海軍北東地域司令部 (CNRNE)、第2潜水艦群司令部 (CSG2)、海軍潜水艦学校 (NAVSUBSCOL)、海軍潜水艦支援施設 (NSSF)、3つの潜水艦隊のスタッフなどを含む70以上の部隊司令部のサポートと、2万1000を超える民間人労働者や現役の軍人とその家族に住居と支援施設などを提供している。

## 海軍潜水医学研究所
海軍潜水医学研究所は、潜水艦、ダイビング、海上からの探査技術にフォーカスして海軍兵士の健康維持と作戦遂行能力の向上を図ることをミッションとしている。

## 2005年の基地再編と閉鎖の提案
2005年5月13日に、ペンタゴンはニューロンドン基地の閉鎖を勧告した。審議の後、基地再編案は2005年8月24日に採決され、ニューロンドン基地は閉鎖可能な基地のリストに挙げられたが、当面は稼働することになった。

## 母港としている艦
- ロサンゼルス級原子力潜水艦
  - USS フィラデルフィア (SSN-690) (非活性)
  - USS ダラス (SSN-700)
  - USS プロビデンス (SSN-719)
  - USS ピッツバーグ (SSN-720)
  - USS サンフアン (SSN-751)
  - USS アレクサンドリア (SSN-757)
  - USS アナポリス (SSN-760)
  - USS スプリングフィールド (SSN-761)
  - USS ハートフォード (SSN-768)
  - USS トレド (SSN-769)

- バージニア級原子力潜水艦
  - USS バージニア (SSN-774)
  - USS ニューハンプシャー (SSN-778)
  - USS ニューメキシコ (SSN-779)
  - USS ミズーリ (SSN-780)
  - USS カリフォルニア (SSN-781)
  - USS ミネソタ (SSN-783)
  - USS ノースダコタ (SSN-784)